# Kerzendorf (Lutherstadt Wittenberg)
Kerzendorf ist ein Ortsteil der Lutherstadt Wittenberg im Landkreis Wittenberg in Sachsen-Anhalt.

## Geografie
Der Ort liegt 13 Kilometer nordnordöstlich der Lutherstadt Wittenberg und gehört zur Ortschaft Boßdorf. Die Nachbarorte sind Garrey im Norden, Zixdorf und Boßdorf im  Nordosten, Assau im Osten, Weddin im Südosten, Berkau im Südwesten sowie Groß Marzehns und Klein Marzehns im Nordwesten.

## Geschichte
Am 1. Juli 1950 wurden die bis dahin eigenständigen Gemeinden Berkau und Weddin eingegliedert.

## Sehenswürdigkeiten
Kerzendorfs romanischer Kirchenbau stammt aus dem 13. Jahrhundert. 1695 wurde das Kirchenschiff verbreitert sowie Tür- und Fensteröffnungen vergrößert. 1910 wurde auf der Nordseite eine Herrscherempore und Sakristei angebaut. 1912 baute Wilhelm Rühlmann eine vierregistrige Orgel mit einem Manual ein, wobei das Gebläse bis heute in nicht elektrifizierter Form erhalten ist. Die letzte Restaurierung mit Arbeiten an der Kirchenfassade, dem Dach sowie dem Turm fand im Jahr 2014 statt.